# مارلين بريدغز
مارلين بريدغز (بالإنجليزية: Marilyn Bridges)‏ هي مصورة أمريكية، ولدت في 26 ديسمبر 1948.